# Aquila Basket Trente
Maillots
L'Aquila Basket Trento est un club italien de basket-ball de la ville de Trente. Le club joue en LegA, la plus haute division du championnat italien.

## Histoire
En 2016, le club atteint les demi-finales  de l'EuroCoupe avant de s'incliner face à la SIG Strasbourg.

## Bilan sportif

### Palmarès
| Compétitions nationales | Compétitions internationales |
| - Championnat d'Italie amateur : - Vainqueur (2) : 2012 et 2014. - Coupe d'Italie de Legadue : - Vainqueur (1) : 2013. - Coupe d'Italie de LNP : - Vainqueur (1) : 2005. |                              |

## Joueurs et personnalités du club

### Entraîneurs
Le tableau suivant présente la liste des entraîneurs du club depuis 1995.
| Rang | Nom                 | Période   |
| ---- | ------------------- | --------- |
| 1    | Mauro Profico       | 1995-1996 |
| 2    | Claudio March       | 1996-1998 |
| 3    | Salvatore Trainotti | 1998-2003 |
| 4    | Maurizio Buscaglia  | 2003-2007 |

| Rang | Nom                | Période   |
| ---- | ------------------ | --------- |
| 5    | Gabriele Giordani  | 2007-2009 |
| 6    | Vincenzo Esposito  | 2009-2010 |
| 7    | Maurizio Buscaglia | 2010-2019 |
| 8    | Nicola Brienza     | 2019-2021 |

| Rang | Nom            | Période   |
| ---- | -------------- | --------- |
| 9    | Emanuele Molin | 2021-2023 |
| 10   | Paolo Galbiati | 2023-     |

### Joueurs emblématiques
- Luca Garri
- Tony Mitchell
- Brandon Triche
- Michael Umeh